# Semachrysa wallacei
Semachrysa wallacei is een insect uit de familie van de gaasvliegen (Chrysopidae), die tot de orde netvleugeligen (Neuroptera) behoort. 
Semachrysa wallacei is voor het eerst wetenschappelijk beschreven door Brooks in 1983.